# Mystic spirit
Mystic spirit is een studioalbum van de Noorse muziekgroep Kerrs Pink. De band kende sinds 2002 met album Tidings een sluimerend bestaan. In 2013 verscheen in eigen beheer na elf jaar wachten dit album met een mengeling van progressieve rock en folkrock. Het album is opgenomen in diverse geluiddstudio’s in Noorwegen en Denemarken. 
Thema van het album is de grootsheid van de natuur.

## Musici
- Harold Lytomt – gitaar
- Per Langsholt – basgitaar, baspedalen
- Glenn Fosser – toetsinstrumenten waaronder mellotron, achtergrondzang
- Magne Johansen – slagwerk, percussie
- Eirikur Hauksson – zang

Met
- Per Langsholt – synthesizer op Creepy you crawl, Earth to earth en The storm, achtergrondzang
- Magne Johansen - achtergrondzang

## Muziek
| Nr. | Titel                                               | Duur  |
| --- | --------------------------------------------------- | ----- |
| 1.  | Final curtain (T: Lytomt, Hauksson, M: Lytomt)      | 6:44  |
| 2.  | Mysterious wood (T: Lytomt, Hauksson, M: Lytomt)    | 6:54  |
| 3.  | Until I know (T: Lytomt, Hauksson, M: Lytomt)       | 2:37  |
| 4.  | The storm (M: Lytomt)                               | 6:40  |
| 5.  | Choose your path (T: Lytomt, Hauksson, M: Lytomt)   | 5:35  |
| 6.  | In immortality (T: Hauksson, M: Lytomt)             | 5:28  |
| 7.  | Creepy you crawl (T: Lytomt, Hauksson, M: Lytomt)   | 5:23  |
| 8.  | Unwanted (T: Hauksson, M: Lytomt)                   | 2:05  |
| 9.  | Secluded (M: Lytomt)                                | 5:53  |
| 10. | Slaves of the west (T: Lytomt, Hauksson, M: Lytomt) | 8:02  |
| 11. | Earth to earth (T: Lytomt, Hauksson, M: Lytomt)     | 10:58 |
| 12. | The last journey (Ode to Jostein) (M: Lytomt)       | 2:03  |

Jostein was een van de oprichters van Kerrs Pink, maar hij vertrok al snel.